# Billefjorden

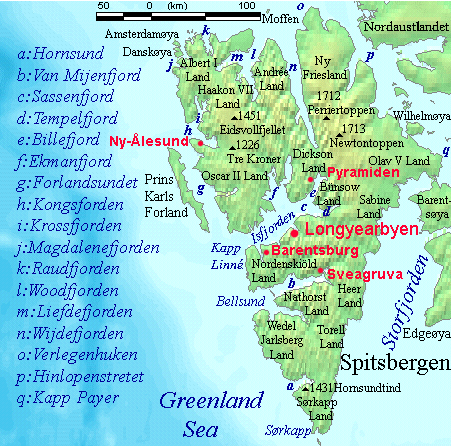
Billefjorden (markerad med e på kartan) ligger på Spetsbergens västkust

Billefjorden är den mittersta av tre fjordar som grenar ut sig från den innersta delen av Isfjorden på Svalbard. Den är 30 km lång och 5-8 km bred. Billefjorden ligger mellan Dickson Land i nordväst och Bünsow Land i sydost. På dess nordvästra strand ligger den sedan 1998 övergivna ryska gruvbyn Pyramiden och i nordost ligger Nordenskiöldbreen.
Fjorden har fått sitt namn efter den nederländska valfiskaren Cornelius Claeszoon Bille som var verksam i slutet av 1600-talet och omnämns 1675 av Cornelius Gisbert Zorgdrager. Den fjord som idag kallas Adventfjorden har också tidigare kallats Klass Billen Bay, men Dunér och Nordenskiöld beslöt använda namnet på den fjord som idag bär det.
På västra sidan av Billefjorden ligger den nedlagda, övergivna ryska gruvorten Pyramiden.